# Prenolepis shanialena
Prenolepis shanialena (лат.) — вид муравьёв рода Prenolepis из подсемейства Formicinae (Formicidae), включающий мелких по размеру и как правило земляных насекомых.

## Распространение
Южная Азия: Вьетнам, Китай, Непал, Таиланд.

## Описание
Рабочие имеют длину от 3 до 4 мм, основная окраска коричневая. От близких видов (Prenolepis mediops) отличается парой переднебоковых выступов на клипеусе, более светлой желтовато-коричневой окраской, более крупными глазами. От Prenolepis nitens отличается гладкими и блестящими мандибулами. Заднегрудка округлая без проподеальных шипиков. Усики длинные, у самок и рабочих 12-члениковые (у самцов усики состоят из 13 сегментов). Жвалы рабочих с 6 зубцами. Нижнечелюстные щупики 6-члениковые, нижнегубные щупики состоят из 4 сегментов. Голени средних и задних ног с апикальными шпорами. Стебелёк между грудкой и брюшком состоит из одного сегмента (петиоль).

## Классификация и этимология
Вид был впервые описан в 2016 году американскими мирмекологами Jason L. Williams (Entomology & Nematology Department, University of Florida, Gainesville, Флорида, США) и John S. LaPolla (Department of Biological Sciences, Towson University, Таусон, Мэриленд, США) по материалам из Вьетнама. Видовое название P. shanialena происходит от сочетания Шани и Алены (Shani + Alena), первого и среднего имени невесты первого автора описания.